# Ânus
Ânus (do latim anus), nos seres humanos, é o orifício no final do intestino grosso por onde são eliminadas as fezes, gases intestinais e usado para fins sexuais. Em zoologia, chama-se região anal à porção do corpo de um animal onde está localizado o ânus.
No ser humano, trata-se de uma abertura reguladora da saída das fezes, que são constantemente empurradas pela musculatura lisa do intestino. Localiza-se entre as nádegas, sendo um orifício de pequenas dimensões. Nas sociedades modernas, quando os homens defecam, geralmente limpam a região com papel higiênico ou a lavam no bidê ou ducha. A musculatura de suporte do ânus é a do períneo, juntamente com os esfíncteres interno e externo da região. A inervação é dada pelo nervo pudendo.

## Sexualidade
Historicamente, o ânus é tratado pelo ser humano como um órgão sexual, apesar de não ser um órgão reprodutivo. É costume ser utilizado para fins sexuais, introduzindo o pênis, dedos, vibradores, entre outros.
O ânus não possui nenhum tipo de estrutura que fabrique secreções lubrificantes, o que pode tornar qualquer tipo de penetração no local bastante desconfortável. Para isso, utilizam-se lubrificantes à base de água. O uso de preservativo é outro cuidado geralmente tomado, a fim de reduzir a incidência não só de doenças sexualmente transmissíveis mas também de alguma infecção no pênis devido à presença de micro-organismos existentes no intestino grosso e reto.
Esta é uma região altamente erógena porque é uma passagem para as paredes intestinais que, manipuladas, estimulam a próstata. Na mulher, como também no homem, a região anal possui altíssima sensibilidade, o que pode ocasionar, com grande intensidade, prazer ou desconforto. Por esse fato, é considerada uma das três práticas sexuais principais (sexo vaginal, sexo oral e sexo anal).

## Doenças que acometem a região
- Abcesso anorretal
- Câncer anal
- Fissura anal
- Fístula anorretal
- Hemorroidas
- ISTs diversas
- Plicoma anal
- Prurido anal